# Sora (sztuczna inteligencja)
Sora – model generatywnej sztucznej inteligencji opracowany przez OpenAI. Generuje on krótkie klipy wideo na podstawie podpowiedzi użytkownika i jest też w stanie rozszerzać istniejące krótkie filmy. Sora została udostępniona użytkownikom ChatGPT Plus i ChatGPT Pro w grudniu 2024 na całym świecie z wyłączeniem UE i Wielkiej Brytanii. Wersja dostępna w UE została udostępniona na początku 2025.

## Możliwości i ograniczenia
Technologia wykorzystana w Sora jest adaptacją technologii wykorzystanej w DALL-E 3. Według OpenAI Sora jest transformerem dyfuzyjnym.
OpenAI wytrenowało model, wykorzystując zarówno publicznie dostępne filmy, jak i materiały objęte prawem autorskim, na które uzyskano licencję w tym celu, jednak nie ujawniono liczby ani dokładnych źródeł tych nagrań. Po premierze OpenAI przyznało się do pewnych ograniczeń modelu Sora, w tym trudności z symulowaniem złożonych zjawisk fizycznych, rozumieniem związków przyczynowo-skutkowych oraz rozróżnianiem lewej i prawej strony.